# Carl Holmberg
Carl Johan Severin Holmberg (9. marts 1884 – 1. december 1909) var en svensk gymnast som deltog i OL 1908 i London.
Holmberg blev olympisk mester i gymnastik under OL 1908 i London. Han var med på det svenske hold som vandt holdkonkurrencen i multikamp.
Hans brødre Arvid Holmberg og Oswald Holmberg var også begge med på holdet.